# Selenia braconieri
Selenia braconieri là một loài bướm đêm trong họ Geometridae.